# Bátori Lökös
Bátori Lökös (†1330) a Gutkeled nemzetségből, a Báthori-család alapítójának a fia. A posadai csatában esett el. Tőle származott a család ecsedi ága.

## Élete
A Báthori-család alapítójának, Bátori Berecknek a fiaként született. Testvérei János bihari ispán, András váradi püspök és Miklós székely ispán voltak.
Apjuk halála (1321) után Károly Róbert 1325-ben megerősítette őt és testvérét, Jánost apjuk birtokaiban. Ekkor megkapták Ecsed helységet is.
1330-ban Bereck fiai és utódai abban – a később úriszéknek nevezett – kiváltságban részesültek, hogy a birtokaikon élő népek felett a megyés ispán nem, csak ők bíráskodhattak, és akár halálos ítéletet is hozhattak.
1330-ban testvérével, Jánossal együtt részt vett Károly Róbert I. Basarab havasalföldi fejedelem elleni hadjáratában, ami a posadai csatában katasztrofálisan végződött. Lökös meghalt, János pedig fogságba esett.

## Családja
- Péter szatmári ispán,[4] aki a családi birtokosztályban Ecsedet kapja[5]
- Benedek